# Liste von Gefängnissen in London
Dies ist eine Liste von Gefängnissen in London. Neben Justizvollzugsanstalten im modernen Sinne sind ehemalige Londoner Haftanstalten und Schuldgefängnisse (wie das King’s Bench, das Marshalsea und das Fleet) angegeben.
Die Liste erhebt keinen Anspruch auf Aktualität oder Vollständigkeit:

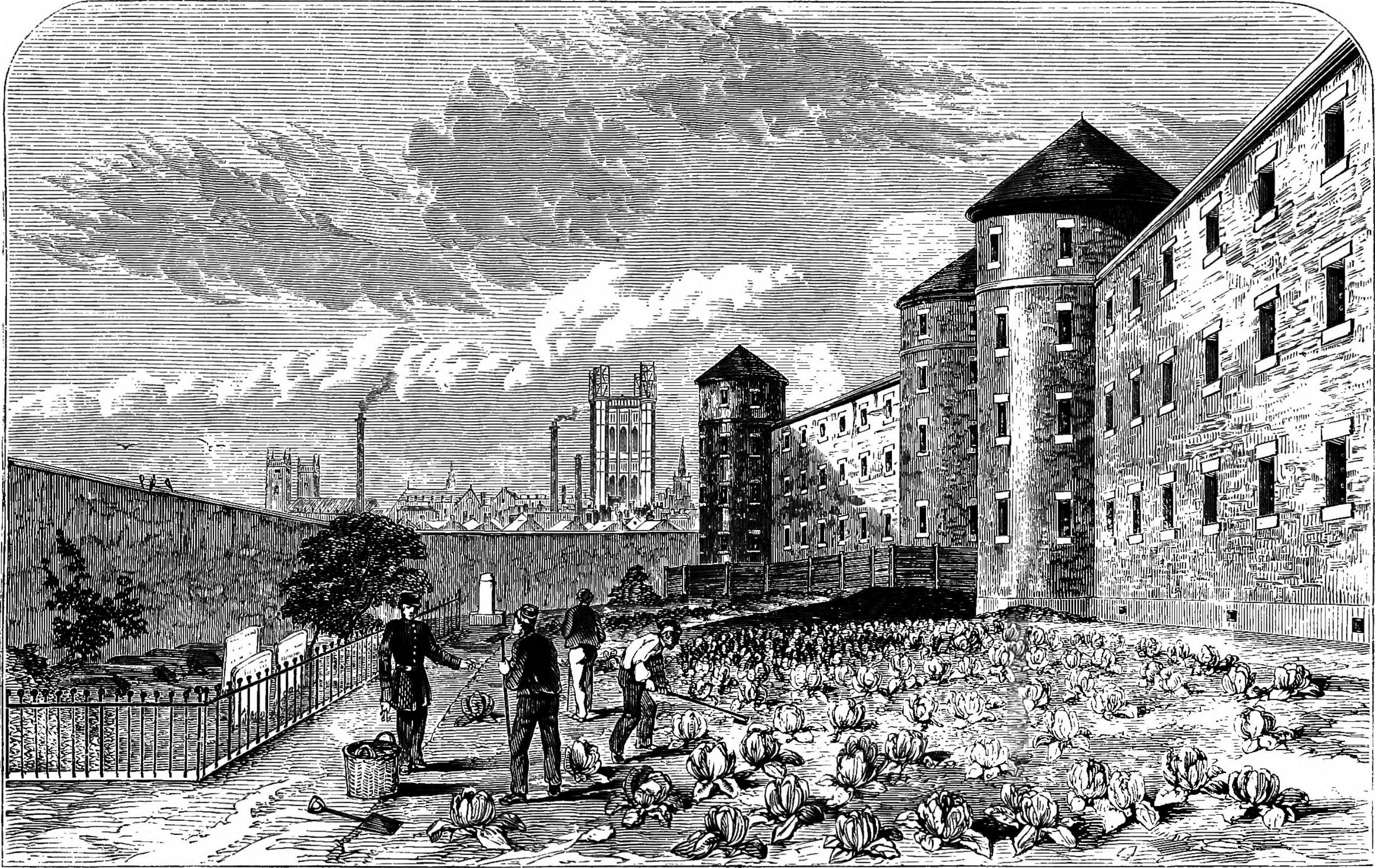
Grabstätte im Millbank Prison

## In Betrieb befindliche Haftanstalten
- Belmarsh
- Brixton
- Feltham
- Isis
- Pentonville
- Thameside
- Wandsworth
- Wormwood Scrubs

## Ehemalige Haftanstalten
- Borough Compter
- Bridewell Palace
- Clerkenwell Bridewell
- Clerkenwell
- The Clink
- Coldbath Fields
- Fleet
- Fulham Refuge
- Gatehouse
- Giltspur Street Compter
- Grafschaftsgefängnis für Surrey
- Holloway
- Horsemonger Lane
- King’s Bench I
- King’s Bench Prison II (nach 1758)
- Latchmere House
- Ludate Prison I
- Ludate II (nach 1760)
- Marshalsea
- Millbank
- New
- Newgate
- Palace of Placentia
- Poultry Compter
- St. George’s Fields Bridewell
- St Giles’s Roundhouse
- Tothill Fields Bridewell
- Tower of London (s. a. Gefangenenliste)
- White Lion Gaol
- Wood Street Compter

### Verhörzentrum für Kriegsgefangene während des Zweiten Weltkriegs und in der Nachkriegszeit
- London Cage